# Liste der denkmalgeschützten Objekte in Gilgenberg am Weilhart
Die Liste der denkmalgeschützten Objekte in Gilgenberg am Weilhart enthält die denkmalgeschützten, unbeweglichen Objekte der Gemeinde Gilgenberg am Weilhart im Bezirk Braunau am Inn.

## Denkmäler
| Foto |                 | Denkmal                                                                     | Standort                                       | Beschreibung | Metadaten |
| ---- | --------------- | --------------------------------------------------------------------------- | ---------------------------------------------- | --- | --- |
| ja   | Datei hochladen | Hallstattsiedlung Kastenberger HERIS-ID: 94302 Objekt-ID: 109448            | Flur Bierberg Standort KG: Gilgenberg          | Der Siedlungsplatz Gilgenberg-Bierberg wurde von der frühen Bronzezeit bis in die Hallstattzeit genutzt. Der Schwerpunkt der Siedlungsaktivitäten lag in der Spätbronze- und Urnenfelderzeit. | BDA-Hist.: Q37764040 Status: Bescheid Stand der BDA-Liste: 2025-06-30 Name: Hallstattsiedlung Kastenberger GstNr.: 774, 758/1, 755, 976/1, 729                    |
| ja   | Datei hochladen | Kath. Pfarrkirche hl. Ägidius und Friedhof HERIS-ID: 52133 Objekt-ID: 58385 | Gilgenberg am Weilhart Standort KG: Gilgenberg | Der spätgotische Hallenbau entstand im dritten Viertel des 15. Jahrhunderts und ersetzte eine urkundlich bereits 1195 genannte Kirche. Das Langhaus ist netzrippengewölbt, der Chor mit 3/8-Schluss sterngewölbt. Der Turm entstand 1698–1708, der heutige Spitzhelm ersetzte 1856 einen Zwiebelhelm. | BDA-Hist.: Q23541788 Status: § 2a Stand der BDA-Liste: 2025-06-30 Name: Kath. Pfarrkirche hl. Ägidius und Friedhof GstNr.: .10, 49, 2191/2 Pfarrkirche Gilgenberg |
| ja   | Datei hochladen | Alter Pfarrhof HERIS-ID: 44254 Objekt-ID: 45026                             | bei Mairhof 8 Standort KG: Mairhof             | Der alte Pfarrhof wurde 1637 im Auftrag des Propstes Simon Meier (1635–1665) des Augustiner Chorherrenstiftes Ranshofen errichtet. 1972 wurde nach dem Bau eines neuen Pfarrhauses im Ortszentrum von Gilgenberg der alte Pfarrhof verkauft und ist mittlerweile dem Verfall preisgegeben.            | BDA-Hist.: Q38007811 Status: Bescheid Stand der BDA-Liste: 2025-06-30 Name: Alter Pfarrhof GstNr.: 214 Alter Pfarrhof Gilgenberg am Weilhart                      |
| ja   | Datei hochladen | Schutzengelkapelle HERIS-ID: 46312 Objekt-ID: 48139                         | bei Mairhof 8 Standort KG: Mairhof             | Die Kapelle ließ Propst Ivo Kurzbauer Ende des 17. Jahrhunderts anlässlich des achthundertjährigen Jubiläums der Gründung der Pfalzkapelle des hl. Pankraz in Ranshofen neben dem alten Pfarrhof errichten und hat seit 1784 den Status einer Filialkirche.                                           | BDA-Hist.: Q38020554 Status: Bescheid Stand der BDA-Liste: 2025-06-30 Name: Schutzengelkapelle GstNr.: .41/2 Schutzengelkapelle Gilgenberg am Weilhart            |